# بوهجا للطيران الرحلة 213
بهوجا للطيران الرحلة 213 طائرة بوينغ 737-236A كانت تحمل علي متنها 121 راكبًا و6 من أفراد الطاقم في 20 أبريل 2012 بقيادة الكابتن نور الله آفريدي البالغ من العمر 58 عامًا والضابط الأول جاويد ملك البالغ من العمر 53 عامًا. وأثناء الاقتراب من المطار تعرضت لمطب جوي وتحطمت في قرية نائية علي بعد حوالي 3 أميال (5.6 كم) جنوبي شرق مطار بينظير بوتو الدولي مما تسبب في تدمير ثقة سلامة الطائرات ضد المطبات الجوية وبعد يومين من الحادثة أفلست الشركة كليا وتوقفت عن العمل وكانت الشركة تمتلك طائرتي بوينغ 737 وكان الحادث المميت الأول لدي الشركة ونوع طائراتها وبعد الحادث كانت هناك طائرة واحدة للشركة ولكن لم يكن كافيا لإعادة الثقة لدي الشركة وكانت الحادثة الخامسة عشر لدي حوادث الطيران للمطبات الجوية.